# Rodmošci
Rodmošci este o localitate din comuna Gornja Radgona, Slovenia, cu o populație de 62 de locuitori.